# Madrid Open
Il Madrid Open, noto anche come Mutua Madrid Open per ragioni di sponsorizzazione e Masters di Madrid, è un torneo di tennis sia maschile che femminile appartenente alle categorie Masters 1000 e WTA 1000 che si svolge annualmente a Madrid. Inaugurato nel 2002 sui campi indoor in cemento della Madrid Arena, dal 2009 si gioca sui campi all'aperto in terra rossa della Caja Mágica.

## Storia
Il torneo trae le sue origini dallo Stockholm Open, che fino al 1994 faceva parte delle "ATP Championships Series Single Week", i tornei maschili più importanti dopo quelli del Grande Slam che in seguito avrebbero preso il nome Masters 1000. Con il declino dei campioni svedesi di quel periodo, il pubblico locale cominciò a perdere interesse per il torneo, che nel 1995 fu degradato e fu sostituito dal torneo tedesco Eurocard Open tra gli ATP Championships Series Single Week, che quello stesso anno presero il nome "ATP Super 9". Il torneo fu giocato a Essen e tra il 1996 e il 2001 la nuova sede fu Stoccarda. Nel 2000 i tornei ATP Super 9 presero il nome "Tennis Masters Series". Il proprietario del torneo, l'ex tennista Ion Tiriac, ottenne il permesso per disputare il torneo a Madrid a partire dal 2002.
Le prime sette edizioni del Tennis Masters Series madrileno si giocarono in ottobre tra il 2002 e il 2008 sui campi indoor in cemento della Madrid Arena, e come in Svezia e in Germania furono riservate ai soli tennisti uomini. Con la riforma dei calendari, nel 2009 il torneo di Madrid prese il posto del degradato Masters di Amburgo e venne anticipato a maggio, passando dal cemento indoor alla terra rossa della nuova Caja Mágica. Per l'occasione fu giocato per la prima volta anche il torneo femminile, inserito fra i tornei WTA Premier. Nel 2012 per la prima volta nella storia dei circuiti ATP e WTA venne utilizzata la terra blu al posto della tradizionale terra rossa. Il cambiamento di superficie ricevette pesanti critiche da parte di giocatori e addetti ai lavori, in particolare si esposero contro la modifica i numeri 1 e 2 al mondo e già finalisti nel 2011 Novak Đoković e Rafael Nadal. Visto il pessimo riscontro avuto dalla nuova superficie di gioco, l'ATP decise di bandire i campi in terra blu dal 2013.
L'edizione del 2020 fu cancellata a causa della pandemia di COVID-19, Nel dicembre 2021, il torneo fu venduto all'azienda statunitense IMG, che prevede di ampliare le strutture con la costruzione di nuovi campi da tennis e di uno stadio con la capienza di oltre 10.000 posti, da realizzare drenando parte del lago che circonda la Caja Magica. Nel 2023 il tabellone è stato esteso da 56 a 96 giocatori per l'ATP e da 64 a 96 per la WTA, la durata del torneo è passata da 8 a 12 giorni, e il primo lunedì e martedì sono stati disputati i turni di qualificazione.

## Albo d'oro

### Maschile

#### Singolare
| Anno | Campione                                 | Finalista                                | Punteggio                                |
| ---- | ---------------------------------------- | ---------------------------------------- | ---------------------------------------- |
| 2002 | Andre Agassi                             | Jiří Novák                               | walkover                                 |
| 2003 | Juan Carlos Ferrero                      | Nicolás Massú                            | 6–3, 6–4, 6–3                            |
| 2004 | Marat Safin                              | David Nalbandian                         | 6–2, 6–4, 6–3                            |
| 2005 | Rafael Nadal                             | Ivan Ljubičić                            | 3–6, 2–6, 6–3, 6–4, 7–6(3)               |
| 2006 | Roger Federer                            | Fernando González                        | 7–5, 6–1, 6–0                            |
| 2007 | David Nalbandian                         | Roger Federer                            | 1–6, 6–3, 6–3                            |
| 2008 | Andy Murray                              | Gilles Simon                             | 6–4, 7–6(6)                              |
| 2009 | Roger Federer                            | Rafael Nadal                             | 6–4, 6–4                                 |
| 2010 | Rafael Nadal                             | Roger Federer                            | 6–4, 7–6(5)                              |
| 2011 | Novak Đoković                            | Rafael Nadal                             | 7–5, 6–4                                 |
| 2012 | Roger Federer                            | Tomáš Berdych                            | 3–6, 7–5, 7–5                            |
| 2013 | Rafael Nadal                             | Stan Wawrinka                            | 6–2, 6–4                                 |
| 2014 | Rafael Nadal                             | Kei Nishikori                            | 2–6, 6–4, 3–0 rit.                       |
| 2015 | Andy Murray                              | Rafael Nadal                             | 6–3, 6–2                                 |
| 2016 | Novak Đoković                            | Andy Murray                              | 6–2, 3–6, 6–3                            |
| 2017 | Rafael Nadal                             | Dominic Thiem                            | 7–6(8), 6–4                              |
| 2018 | Alexander Zverev                         | Dominic Thiem                            | 6–4, 6–4                                 |
| 2019 | Novak Đoković                            | Stefanos Tsitsipas                       | 6–3, 6–4                                 |
| 2020 | Annullato per la pandemia di Coronavirus | Annullato per la pandemia di Coronavirus | Annullato per la pandemia di Coronavirus |
| 2021 | Alexander Zverev                         | Matteo Berrettini                        | 6(8)–7, 6–4, 6–3                         |
| 2022 | Carlos Alcaraz                           | Alexander Zverev                         | 6–3, 6–1                                 |
| 2023 | Carlos Alcaraz                           | Jan-Lennard Struff                       | 6–4, 3–6, 6–3                            |
| 2024 | Andrej Rublëv                            | Félix Auger-Aliassime                    | 4–6, 7–5, 7–5                            |
| 2025 | Casper Ruud                              | Jack Draper                              | 7-5, 3-6, 6-4                            |

#### Maggior numero di titoli in singolare
Di seguito i tennisti vincitori di almeno due edizioni del torneo in singolare.
| Tennista         | Vittorie | Edizioni                     |
| ---------------- | -------- | ---------------------------- |
| Rafael Nadal     | 5        | 2005, 2010, 2013, 2014, 2017 |
| Roger Federer    | 3        | 2006, 2009, 2012             |
| Novak Đoković    | 3        | 2011, 2016, 2019             |
| Andy Murray      | 2        | 2008, 2015                   |
| Alexander Zverev | 2        | 2018, 2021                   |
| Carlos Alcaraz   | 2        | 2022, 2023                   |

#### Vittorie per nazione
Aggiornato all'edizione 2024.
| Pos. | Paese         | Vittorie | Edizioni                                       |
| ---- | ------------- | -------- | ---------------------------------------------- |
| 1    | Spagna        | 8        | 2003, 2005, 2010, 2013, 2014, 2017, 2022, 2023 |
| 2    | Svizzera      | 3        | 2006, 2009, 2012                               |
| 2    | Serbia        | 3        | 2011, 2016, 2019                               |
| 4    | Gran Bretagna | 2        | 2008, 2015                                     |
| 4    | Germania      | 2        | 2018, 2021                                     |
| 4    | Russia        | 2        | 2004, 2024                                     |
| 7    | Stati Uniti   | 1        | 2002                                           |
| 7    | Argentina     | 1        | 2007                                           |
| 7    | Norvegia      | 1        | 2025                                           |

#### Doppio
| Anno | Campioni                                 | Finalisti                                | Punteggio                                |
| ---- | ---------------------------------------- | ---------------------------------------- | ---------------------------------------- |
| 2002 | Mark Knowles Daniel Nestor               | Mahesh Bhupathi Maks Mirny               | 6–3, 7–5, 6–0                            |
| 2003 | Mahesh Bhupathi Maks Mirny               | Wayne Black Kevin Ullyett                | 6–2, 2–6, 6–3                            |
| 2004 | Mark Knowles Daniel Nestor               | Bob Bryan Mike Bryan                     | 6–3, 6–4                                 |
| 2005 | Mark Knowles Daniel Nestor               | Leander Paes Nenad Zimonjić              | 3–6, 6–3, 6–2                            |
| 2006 | Bob Bryan Mike Bryan                     | Mark Knowles Daniel Nestor               | 7–5, 6–4                                 |
| 2007 | Bob Bryan Mike Bryan                     | Mariusz Fyrstenberg Marcin Matkowski     | 6–3, 7–6(4)                              |
| 2008 | Mariusz Fyrstenberg Marcin Matkowski     | Mahesh Bhupathi Mark Knowles             | 6–4, 6–2                                 |
| 2009 | Daniel Nestor Nenad Zimonjić             | Simon Aspelin Wesley Moodie              | 6–4, 6–4                                 |
| 2010 | Bob Bryan Mike Bryan                     | Daniel Nestor Nenad Zimonjić             | 6–3, 6–4                                 |
| 2011 | Bob Bryan Mike Bryan                     | Michaël Llodra Nenad Zimonjić            | 6–3, 6–3                                 |
| 2012 | Mariusz Fyrstenberg Marcin Matkowski     | Robert Lindstedt Horia Tecău             | 6–3, 6–4                                 |
| 2013 | Bob Bryan Mike Bryan                     | Alexander Peya Bruno Soares              | 6–2, 6–3                                 |
| 2014 | Daniel Nestor Nenad Zimonjić             | Bob Bryan Mike Bryan                     | 6–4, 6–2                                 |
| 2015 | Rohan Bopanna Florin Mergea              | Marcin Matkowski Nenad Zimonjić          | 6–2, 6(5)–7, [11–9]                      |
| 2016 | Jean-Julien Rojer Horia Tecău            | Rohan Bopanna Florin Mergea              | 6–4, 7–6(5)                              |
| 2017 | Łukasz Kubot Marcelo Melo                | Nicolas Mahut Édouard Roger-Vasselin     | 7–5, 6–3                                 |
| 2018 | Nikola Mektić Alexander Peya             | Bob Bryan Mike Bryan                     | walkover                                 |
| 2019 | Jean-Julien Rojer Horia Tecău            | Diego Schwartzman Dominic Thiem          | 6–2, 6–3                                 |
| 2020 | Annullato per la pandemia di Coronavirus | Annullato per la pandemia di Coronavirus | Annullato per la pandemia di Coronavirus |
| 2021 | Marcel Granollers Horacio Zeballos       | Nikola Mektić Mate Pavić                 | 1–6, 6–3, [10–8]                         |
| 2022 | Wesley Koolhof Neal Skupski              | Juan Sebastián Cabal Robert Farah        | 6(4)–7, 6–4, [10–5]                      |
| 2023 | Karen Chačanov Andrej Rublëv             | Rohan Bopanna Matthew Ebden              | 6–3, 3–6, [10–3]                         |
| 2024 | Sebastian Korda Jordan Thompson          | Ariel Behar Adam Pavlásek                | 6–3, 7–6(7)                              |
| 2025 | Marcel Granollers Horacio Zeballos       | Marcelo Arévalo Mate Pavić               | 6–4, 6–4                                 |

### Femminile

#### Singolare
| Anno | Categoria                                | Campionessa                              | Finalista                                | Punteggio                                |
| ---- | ---------------------------------------- | ---------------------------------------- | ---------------------------------------- | ---------------------------------------- |
| 2009 | Mandatory                                | Dinara Safina                            | Caroline Wozniacki                       | 6–2, 6–4                                 |
| 2010 | Mandatory                                | Aravane Rezaï                            | Venus Williams                           | 6–2, 7–5                                 |
| 2011 | Mandatory                                | Petra Kvitová (1)                        | Viktoryja Azaranka                       | 7–6(3), 6–4                              |
| 2012 | Mandatory                                | Serena Williams (1)                      | Viktoryja Azaranka                       | 6–1, 6–3                                 |
| 2013 | Mandatory                                | Serena Williams (2)                      | Marija Šarapova                          | 6–1, 6–4                                 |
| 2014 | Mandatory                                | Marija Šarapova                          | Simona Halep                             | 1–6, 6–2, 6–3                            |
| 2015 | Mandatory                                | Petra Kvitová (2)                        | Svetlana Kuznecova                       | 6–1, 6–2                                 |
| 2016 | Mandatory                                | Simona Halep (1)                         | Dominika Cibulková                       | 6–2, 6–4                                 |
| 2017 | Mandatory                                | Simona Halep (2)                         | Kristina Mladenovic                      | 7–5, 6(5)–7, 6–2                         |
| 2018 | Mandatory                                | Petra Kvitová (3)                        | Kiki Bertens                             | 7–6(6), 4–6, 6–3                         |
| 2019 | Mandatory                                | Kiki Bertens                             | Simona Halep                             | 6–4, 6–4                                 |
| 2020 | Annullato per la pandemia di Coronavirus | Annullato per la pandemia di Coronavirus | Annullato per la pandemia di Coronavirus | Annullato per la pandemia di Coronavirus |
| 2021 | WTA 1000                                 | Aryna Sabalenka (1)                      | Ashleigh Barty                           | 6–0, 3–6, 6–4                            |
| 2022 | WTA 1000                                 | Ons Jabeur                               | Jessica Pegula                           | 7–5, 0–6, 6–2                            |
| 2023 | WTA 1000                                 | Aryna Sabalenka (2)                      | Iga Świątek                              | 6–3, 3–6, 6–3                            |
| 2024 | WTA 1000                                 | Iga Świątek                              | Aryna Sabalenka                          | 7–5, 4–6, 7–6(7)                         |
| 2025 | WTA 1000                                 | Aryna Sabalenka (3)                      | Coco Gauff                               | 6-3, 7-6(3)                              |

#### Maggior numero di titoli in singolare
Di seguito i tennisti vincitori di almeno due edizioni del torneo in singolare.
| Tennista        | Vittorie | Edizioni         |
| --------------- | -------- | ---------------- |
| Petra Kvitová   | 3        | 2011, 2015, 2018 |
| Aryna Sabalenka | 3        | 2021, 2023, 2025 |
| Serena Williams | 2        | 2012, 2013       |
| Simona Halep    | 2        | 2016, 2017       |

#### Vittorie per nazione
Aggiornato all'edizione 2025.
| Pos. | Paese       | Vittorie | Edizioni         |
| ---- | ----------- | -------- | ---------------- |
| 3    | Rep. Ceca   | 3        | 2011, 2015, 2018 |
| 3    | Bielorussia | 3        | 2021, 2023, 2025 |
| 2    | Stati Uniti | 2        | 2012, 2013       |
| 2    | Russia      | 2        | 2009, 2014       |
| 2    | Romania     | 2        | 2016, 2017       |
| 5    | Francia     | 1        | 2010             |
| 5    | Paesi Bassi | 1        | 2019             |
| 5    | Tunisia     | 1        | 2022             |
| 5    | Polonia     | 1        | 2024             |

#### Doppio
| Anno | Categoria                                | Campionesse                                | Finaliste                                | Punteggio                                |
| ---- | ---------------------------------------- | ------------------------------------------ | ---------------------------------------- | ---------------------------------------- |
| 2009 | Mandatory                                | Cara Black Liezel Huber                    | Květa Peschke Lisa Raymond               | 4–6, 6–3, [10–6]                         |
| 2010 | Mandatory                                | Serena Williams Venus Williams             | Gisela Dulko Flavia Pennetta             | 6–2, 7–5                                 |
| 2011 | Mandatory                                | Viktoryja Azaranka (1) Marija Kirilenko    | Květa Peschke Katarina Srebotnik         | 6–4, 6–3                                 |
| 2012 | Mandatory                                | Sara Errani (1) Roberta Vinci (1)          | Ekaterina Makarova Elena Vesnina         | 6–1, 3–6, [10–4]                         |
| 2013 | Mandatory                                | Anastasija Pavljučenkova Lucie Šafářová    | Cara Black Marina Eraković               | 6–2, 6–4                                 |
| 2014 | Mandatory                                | Sara Errani (2) Roberta Vinci (2)          | Garbiñe Muguruza Carla Suárez Navarro    | 6–4, 6–3                                 |
| 2015 | Mandatory                                | Casey Dellacqua Jaroslava Švedova          | Garbiñe Muguruza Carla Suárez Navarro    | 6–3, 6(4)–7, [10–5]                      |
| 2016 | Mandatory                                | Caroline Garcia Kristina Mladenovic        | Martina Hingis Sania Mirza               | 6–4, 6–4                                 |
| 2017 | Mandatory                                | Chan Yung-jan Martina Hingis               | Tímea Babos Andrea Hlaváčková            | 6–4, 6–3                                 |
| 2018 | Mandatory                                | Ekaterina Makarova Elena Vesnina           | Tímea Babos Kristina Mladenovic          | 2–6, 6–4, [10–8]                         |
| 2019 | Mandatory                                | Hsieh Su-wei Barbora Strýcová              | Gabriela Dabrowski Xu Yifan              | 6–3, 6–1                                 |
| 2020 | Annullato per la pandemia di Coronavirus | Annullato per la pandemia di Coronavirus   | Annullato per la pandemia di Coronavirus | Annullato per la pandemia di Coronavirus |
| 2021 | WTA 1000                                 | Barbora Krejčíková Kateřina Siniaková      | Gabriela Dabrowski Demi Schuurs          | 6–4, 6–3                                 |
| 2022 | WTA 1000                                 | Gabriela Dabrowski Giuliana Olmos          | Desirae Krawczyk Demi Schuurs            | 7–6(1), 5–7, [10–7]                      |
| 2023 | WTA 1000                                 | Viktoryja Azaranka (2) Beatriz Haddad Maia | Coco Gauff Jessica Pegula                | 6–1, 6–4                                 |
| 2024 | WTA 1000                                 | Cristina Bucșa Sara Sorribes Tormo         | Barbora Krejčíková Laura Siegemund       | 6–0, 6–2                                 |
| 2025 | WTA 1000                                 | Sorana Cîrstea Anna Kalinskaja             | Veronika Kudermetova Elise Mertens       | 6(10)-7, 6-2, [12-10]                    |